# Брадацел (Хунедоара)
Брадацел (рум. Brădățel) насеље је у Румунији у округу Хунедоара у општини Буржук. Oпштина се налази на надморској висини од 342 m.

## Историја
Према државном попису православног клира Угарске у месту је 1846. године било 50 породица, уз још 19 из филијале Руксор и 27 из Вике. Православни парох био је тада поп Партеније Поповић.

## Становништво
Према подацима из 2002. године у насељу је живело 138 становника, од којих су сви румунске националности.